# Íngrid Rodríguez
Íngrid Rodriguez (Guayaquil, Guayas, Ecuador, 24 de noviembre de 1991) es una futbolista ecuatoriana que juega como centrocampista y su actual equipo es el club Liga de Quito de la Superliga femenina de Ecuador.

## Biografía
Ingrid Rodríguez comenzó en el futbol desde muy pequeña, jugaba con sus primos y amigos (la mayoría de ellos varones), en las calles de la Isla Trinitaria de Guayaquil, a sus 12 años el talento que demostraba en la cancha hicieron que sea llamada a la selección del Guayas, asó mismo, se hizo acreedora de una beca en el colegio particular El Puerto.
En el año 2013, se inició en el fútbol profesional militando en el Rocafuerte F.C, club en el cual fue bicampeona del futbol femenino; hoy en día es parte del Club Deportivo El Nacional en donde se coronó campeona por sexta ocasión en su carrera.

## Trayectoria

### Rocafuerte FC
Se inició jugando para el Rocafuerte FC; equipo en dónde fue bicampeona de la Serie A de Ecuador en las temporadas 2013-2014.

### Unión Española
Para el año 2015 se unió al club Unión Española, allí se coronó tricampeona de la Serie A Femenina en las temporadas 2015, 2016 y 2017-18.

### Deportivo Santo Domingo
En el 2019 reforzó al equipo de fútbol sala del Deportivo Santo Domingo para disputar la Copa Libertadores de aquel año, y al ver la unión y compañerismo que existía en aquel grupo, decidió incorporarse al club de futbol femenino profesional.

### Club Deportivo El Nacional
En el 2020 fichó por el Club Deportivo El Nacional, club en donde se coronó campeona de la Superliga Femenina

### Independiente del Valle
Para fines del año 2021, reforzó al club Independiente del Valle, para disputar los play offs del torneo de aquel año.

### Liga de Quito
Para el año 2022, fichó por el club Liga de Quito Femenino.

## Selección nacional
Ha sido internacional con la Selección femenina de fútbol de Ecuador que participó en la Copa del Mundo 2015 jugada en Canadá.

### Participaciones en Copas del Mundo
| Mundial                                 | Sede   | Resultado    | Partidos | Goles |
| --------------------------------------- | ------ | ------------ | -------- | ----- |
| Copa Mundial Femenina de Fútbol de 2015 | Canadá | Primera Fase | 3        | 0     |

### Participaciones en Copa América
| Copa América               | Sede    | Resultado    | Partidos | Goles |
| -------------------------- | ------- | ------------ | -------- | ----- |
| Copa América Femenina 2010 | Ecuador | Primera fase | 4        | 1     |
| Copa América Femenina 2014 | Ecuador | Tercer lugar | 5        | 1     |
| Copa América Femenina 2018 | Chile   | Primera fase | 3        | 1     |

## Clubes
| Club                       | País    | Año         | Part. | Goles |
| -------------------------- | ------- | ----------- | ----- | ----- |
| Rocafuerte F.C             | Ecuador | 2013 - 2015 | 43    | ...13 |
| Unión Española             | Ecuador | 2015 - 2018 | 60    | 15    |
| Deportivo Santo Domingo    | Ecuador | 2019        | 19    | ...2  |
| Club Deportivo El Nacional | Ecuador | 2020 - 2021 | 16    | 2     |
| Independiente del Valle    | Ecuador | 2021        | 4     | 0     |
| Total                      | Total   | Total       | 142   | 32    |

## Palmarés
| Título                                            | Club                       | País    | Año        |
| ------------------------------------------------- | -------------------------- | ------- | ---------- |
| Campeonato Ecuatoriano de Fútbol Femenino 2013    | Rocafuerte Fútbol Club     | Ecuador | 2013       |
| Campeonato Ecuatoriano de Fútbol Femenino 2014    | Rocafuerte Fútbol Club     | Ecuador | 2014       |
| Campeonato Ecuatoriano de Fútbol Femenino 2015    | Unión Española             | Ecuador | 2015       |
| Campeonato Ecuatoriano de Fútbol Femenino 2016    | Unión Española             | Ecuador | 2016       |
| Campeonato Ecuatoriano de Fútbol Femenino 2017-18 | Unión Española             | Ecuador | 2017- 2018 |
| Súperliga Ecuatoriana de Fútbol Femenino 2020     | Club Deportivo El Nacional | Ecuador | 2020       |